# Joanna Bronowicka
Joanna Barbara Bronowicka z domu Szachniewicz (ur. 21 lipca 1969 w Środzie Śląskiej) – polska specjalistka ochrony zdrowia, pielęgniarka i polityk, w 2015 wicewojewoda dolnośląski.

## Życiorys
Ukończyła studia na Wydziale Pielęgniarstwa na Akademii Medycznej we Wrocławiu. Skończyła także podyplomowo studium socjoterapii i treningu interpersonalnego w Krakowskim Centrum Psychodynamicznym oraz socjoterapię i psychoprofilaktykę w placówkach oświatowych, jak również w 2010 zarządzanie i finanse w służbie zdrowia na wrocławskim Uniwersytecie Ekonomicznym. Od 2003 zatrudniona we Wrocławskim Centrum Zdrowia, gdzie koordynowała programy zdrowotne i była kierownikiem sekcji ds. programów zdrowotnych i promocji zdrowia. Należy do Polskiego Stronnictwa Ludowego. W kadencji 2006–2010 była radną gminy Kostomłoty, w której przewodniczyła komisji zdrowia, kultury, sportu i wypoczynku. W 2010 nie uzyskała reelekcji. W 2011 z 20. miejsca listy PSL bezskutecznie kandydowała do Sejmu, uzyskując 719 głosów. W 2014 ponownie bezskutecznie startowała z 5., a w 2018 z 1. miejsca do sejmiku województwa.
29 maja 2015 powołana na stanowisko wicewojewody dolnośląskiego. Odwołana z funkcji 9 grudnia tego samego roku. W 2019 ponownie ubiegała się o mandat poselski.

## Życie prywatne
Mężatka, mieszka we Wrocławiu. Jej mąż był sołtysem Jarząbkowic i prowadził gospodarstwo rolne.